# Comuna Matviivka, Sosnîțea
Matviivka (în ucraineană Матвіївка) este o comună în raionul Sosnîțea, regiunea Cernihiv, Ucraina, formată din satele Matviivka (reședința) și Polissea.

## Demografie
Componența lingvistică a comunei Matviivka
     Ucraineană (98,68%)
     Rusă (1,32%)
Conform recensământului din 2001, majoritatea populației comunei Matviivka era vorbitoare de ucraineană (98,68%), existând în minoritate și vorbitori de rusă (1,32%).